# Anspann (Hof)
Anspann ist ein Stadtteil der kreisfreien Stadt Hof in Bayern.

## Lage und Geschichte
Anspann liegt im Südwesten von Hof neben den Stadtteilen Krötenbruck, Moschendorf, Bahnhofsviertel und Geigengrund.
Bis zur Eingemeindung im Jahr 1906 war Anspann ein Teil der ehemaligen Gemeinde Moschendorf.
An der Ecke Ernst-Reuter-Straße/Stephanstraße steht ein Denkmal für Heinrich von Stephan, den Gründer des Weltpostvereins.

## Wirtschaft und Infrastruktur

Ansicht der Bushaltestelle Stephanstraße

In Anspann gibt es mehrere Supermärkte, Autohäuser und einen Baumarkt sowie die Bushaltestellen Anspann/Klinikum, Stephanstraße, Hans-Böckler-Straße und Viceburgstraße. Über den Luftsteg, eine Fußgängerbrücke über das Bahnhofsareal, können Fußgänger und Radfahrer zum Hauptbahnhof gelangen.
Am Q-Bogen, dem Eingang zum Stadtteil Mitte, befindet sich ein Jugendzentrum, dem eine Jugendherberge angegliedert ist.

## Bildergalerie

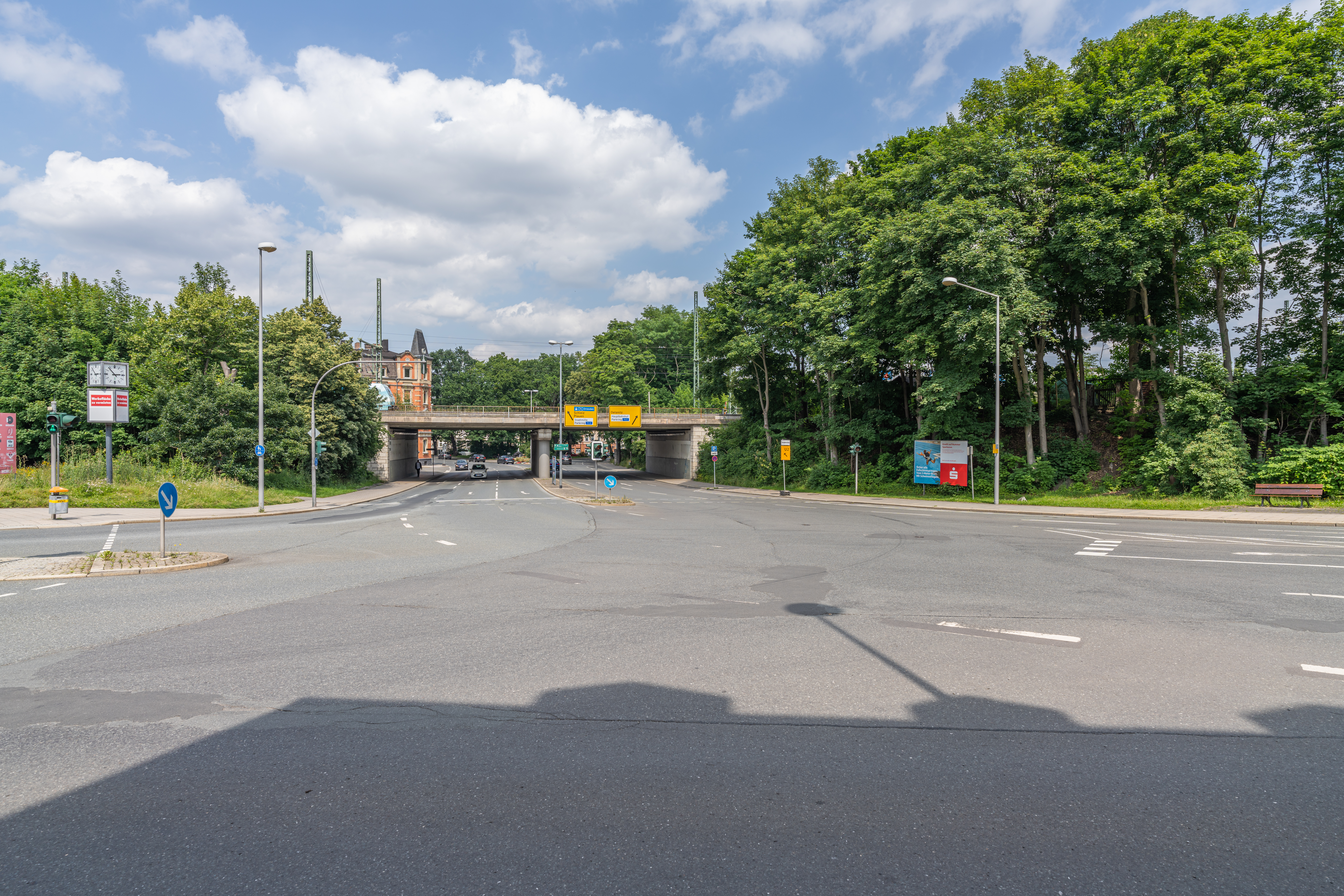
Q-Bogen vom Anspann aus
Kreuzung Ernst-Reuter-Straße/Stephanstraße
Heinrich-von-Stephan-Denkmal